# Qianxi
Qianxi (en chino, 迁西; pinyin, Qiānxī) es un condado  bajo la administración directa de la Prefectura Tangshan en la Provincia de Hebei, República Popular China.  Su área es de 1460 km² y su población total para 2010 superó los 390 mil habitantes. 

## Administración
Desde julio de 2020, el  Condado Qianxi se divide en 18 pueblos que se administran en 1 subdistrito, 14  poblados y 3 villas.

## Toponimia
El topónimo Qianxi  [/chián-xi/] significa 'el occidente de Qian', obtuvo ese nombre porque se estableció originalmente de la parte occidental del Condado Qian'an en 1946.
En 1958, el condado Qianxi fue abolido y su territorio repartido entre los condados Qian'an y Zunhua. En 1961, el condado Qianxi fue recuperado y ha permanecido así desde entonces.